# Монастырка (Каменск-Уральский городской округ)
Монастырка — деревня в южной части Свердловской области России. Входит в Каменск-Уральский городской округ.

## География
Монастырка расположена на левом берегу реки Исети, а именно: на северо-восточном берегу Волковского водохранилища. На его противоположном берегу уже город Каменск-Уральский. Деревня расположена в 96,5 километрах (в 106 километрах по автодорогам) к юго-востоку от Екатеринбурга. Один из бывших глиняных карьеров Монастырского шамотного завода.
Часовой пояс
Монастырка, как и вся Свердловская область, находится в часовой зоне МСК+2. Смещение применяемого времени относительно UTC составляет +5:00.

## История

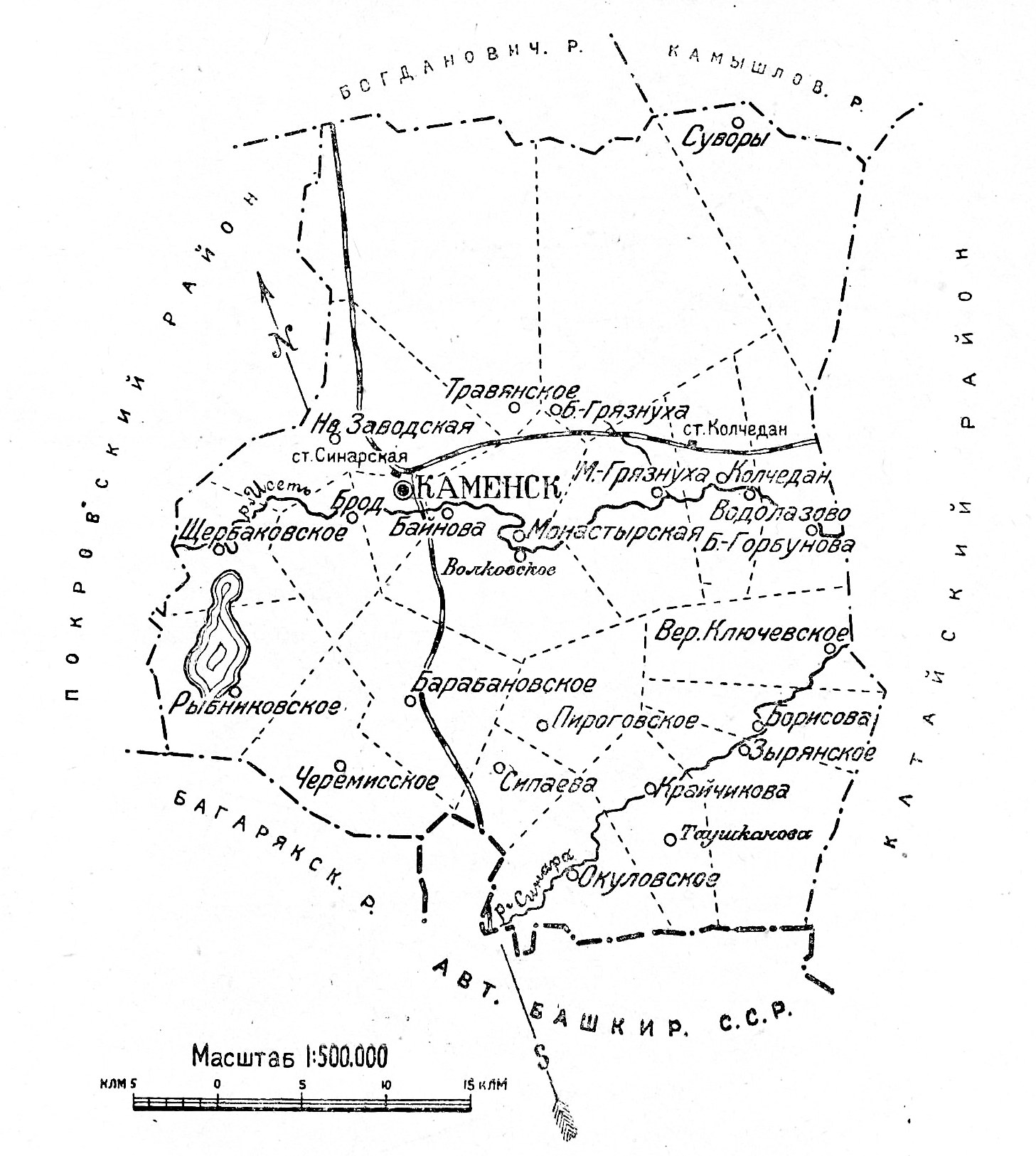
Монастырка на схеме Каменского района; 1928 год

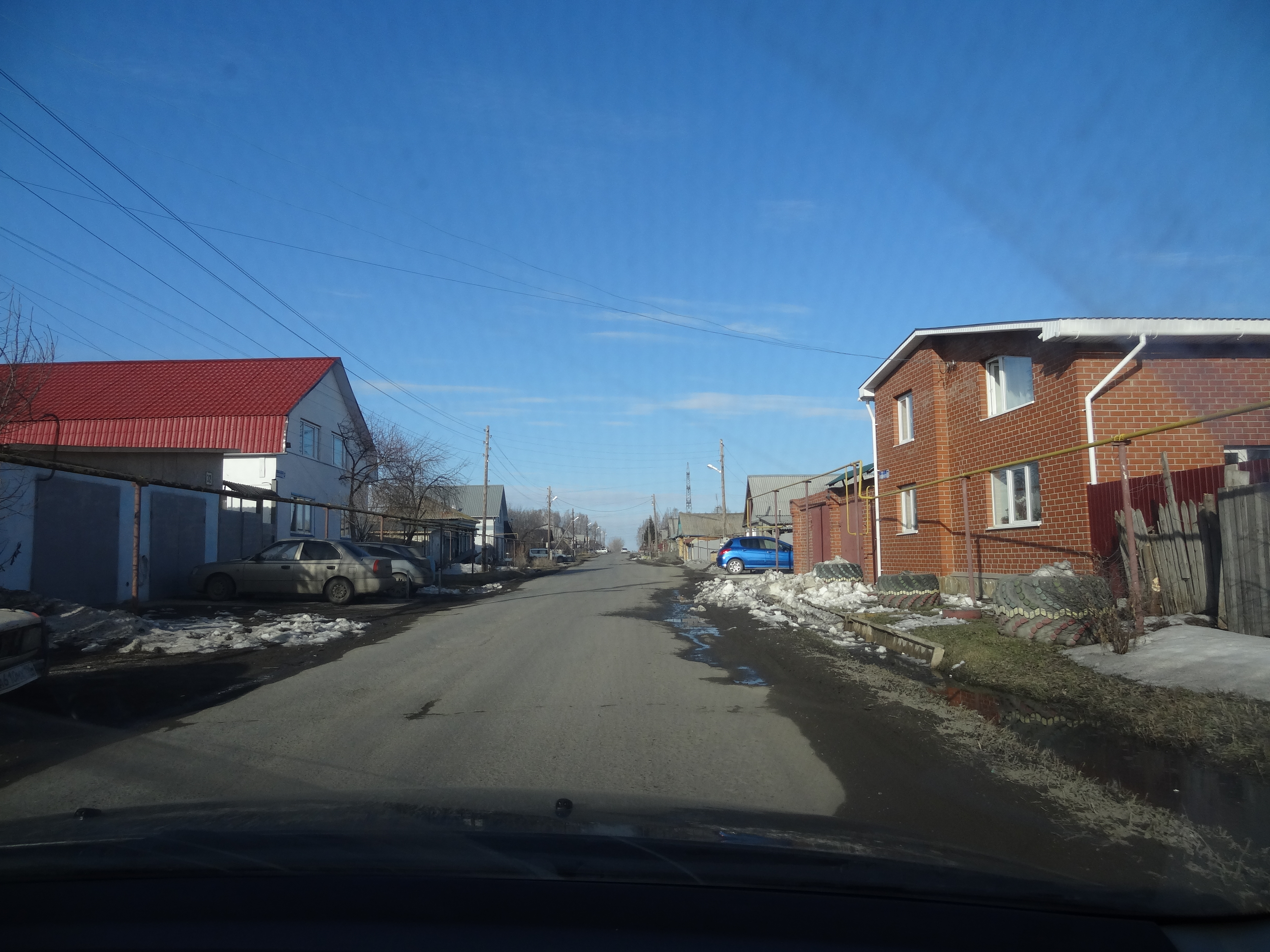
Улица Будёного

В конце XVII века являлась подворьем Далматовского Успенского мужского монастыря. От сюда и получило своё название, подворье монастыря — Монастырка. Жители деревни участвовали в различных крестьянских восстаниях Колчеданского острога против приписок к заводу и монастырю: в 1703, 1762, 1774, 1802, 1812, 1842 годах.
В 1916 году деревня относилась к Травянской волости. В 1928 году деревне Монастырская входила в Монастырский сельсовет Каменского района Шадринского округа Уральской области. 4 марта 1966 года Монастырский сельсовет передан из состава Каменского района в Красногорский район города Каменска-Уральского. 12 декабря 1975 года утверждено единое название деревни Монастырка.

## Население
| 1904 | 1926  | 2002 | 2010 |
| ---- | ----- | ---- | ---- |
| 1146 | ↗1285 | ↘860 | ↗956 |

Структура
- По данным 1904 года, в деревне было 213 дворов с населением 1146 человек (мужчин — 577, женщин — 569), все русские[13].
- По данным переписи 1926 года, в Монастырской было 285 дворов с населением 1285 человек (мужчин — 609, женщин — 676), все русские[7].
- По данным переписи 2002 года, национальный состав следующий: русские — 95 %, татары — 3 %[14].
- По данным переписи 2010 года, в селе проживали 454 мужчины и 502 женщины[15].

## Инфраструктура
Деревню и город Каменск-Уральский соединяет пешеходный мост через реку Исеть. В центре, на пересечении улиц Комиссаров и Коминтерна расположена средняя общеобразовательная школа, западнее школы мемориал воинам Великой Отечественной войны.
| Список улиц | Список улиц | Список улиц     |
| #           | Тип         | Название        |
| ----------- | ----------- | --------------- |
| 1           | улица       | 7 Ноября        |
| 2           | улица       | Будённого       |
| 3           | улица       | Дачная          |
| 4           | улица       | Знаменская      |
| 5           | улица       | Коминтерна      |
| 6           | улица       | Комиссаров      |
| 7           | улица       | Комсомольская   |
| 8           | улица       | Крайняя         |
| 9           | улица       | Красная Горка   |
| 10          | улица       | Первомайская    |
| 11          | улица       | Рассвет Октября |
| 12          | улица       | Юбилейная       |
| 13          | переулок    | Дорожный        |
| 14          | переулок    | Мальцева        |
| 15          | улица       | Добровольцев    |